# Johnny Gilbert
John L. "Johnny" Gilbert III (n. 13 de julio de 1928) es una personalidad televisiva estadounidense que ha trabajado principalmente en concursos de televisión. Originalmente un cantante y artista en clubs nocturnos, ha presentado y anunciado varios concursos, que datan de la década de 1950. Es más conocido por su trabajo como el presentador del programa de juegos Jeopardy! desde su debut en 1984.

## Inicios
Gilbert fue nacido en Newport News, Virginia. Cuando todavía estaba en la escuela secundaria, comenzó su carrera como vocalista regular de un grupo de baile que recorrió el área de Virginia. Después de su graduación, se convirtió en el maestro de ceremonias para el club Sky Way en Jacksonville, Florida. A partir de ahí, pasó a desempeñar a tiempo completo en varios clubes nocturnos en todo Estados Unidos. Gilbert también se unió el Séptimo Servicio Especial del Ejército de Estados Unidos, donde fue elegido como protagonista en la comedia musical militar Xanadu: The Marco Polo Musical. A su regreso a los Estados Unidos, continuó a cantar y entretener en las discotecas, hasta que recibió su primera asignación de la televisión, como cantante y maestro de ceremonias en WDSU en Nueva Orleans.

## Carrera
Gilbert primeramente apareció en la televisión nacional como el presentador de un concurso llamado Music Bingo, que se emitió durante dos años en la cadenas NBC y ABC. Su popularidad en ese programa lo llevó a grabar un álbum y varios singles. A partir de ahí, Gilbert fue el presentador del concurso Words and Music en la estación KTLA-TV en Los Ángeles.
En 1963, Gilbert fue seleccionado por Mark Goodson para reemplazar a Don Pardo como el locutor y presentador de audiencia para la versión original de The Price Is Right, presentado por Bill Cullen, cuando estaba moviendo de NBC a ABC. A partir de ahí, fue contratado por Avco Broadcasting para presentar su propio programa de entrevistas y variedades, The Johnny Gilbert Show, que se emitió en WLWD-TV (ahora WDTN) en Dayton, Ohio. Continuó con este programa durante dos años, hasta que dejó de Dayton a corto plazo para mudarse a Nueva York, donde se convirtió en el presentador del concurso Fast Draw, producido por Metromedia. Su ranura se le dio a Phil Donahue, quien en ese momento estaba trabajando como reportero en el departamento de noticias de WLWD-TV.
Después de su tenencia en Fast Draw, Gilbert fue contactado por Bing Crosby Productions para presentar el concurso Beat the Odds, producido en Los Ángeles por Bill Carruthers. Después, pasó a presentar el programa local Dialing for Dollars por dos y medio años. Gilbert también se desempeñó como locutor y presentador de audiencia para un talk show sindicalizada presentado por Dinah Shore, que se emitió desde 1974 hasta 1980.
Otros concursos para los cuales Gilbert ha anunciado durante los años ha incluidos The $1,000,000 Chance of a Lifetime, The $25,000 Pyramid, The $100,000 Pyramid, Anything For Money, Blackout, Camouflage, Chain Reaction, Dream House, Every Second Counts, Fantasy, Go, Headline Chasers, Jackpot, The Joker's Wild, Make Me Laugh, The Movie Game, Perfect Match, Quiz Kids Challenge, Sports Challenge, Supermarket Sweep, Tic-Tac-Dough, Win, Lose or Draw, y Yours for a Song. Gilbert también ha sustituido por Gene Wood en varios concursos de Goodson-Todman, incluyendo Family Feud, la versión en la CBS de Card Sharks, y Child's Play. También logró Wood como el locutor permanente del concurso Love Connection presentado por Chuck Woolery durante la temporada 1988-1989, pero fue reemplazado por John Cervenka.
Cuando el concurso de televisión Jeopardy!, creado por Merv Griffin, fue reintroducido a la televisión en 1984 como un programa diariamente sindicalizada con presentación de Alex Trebek, Gilbert fue seleccionado como el locutor y presentador de audiencia para el programa, un papel que ha ocupado desde entonces. Además de Jeopardy!, Gilbert también ha trabajado como locutor invitado en su programa hermano, Wheel of Fortune. Anunció en el episodio que se emitió el pescado de abril de 1997, así como un par de semanas de episodios en 2010 después de la muerte del locutor veterano de la serie, Charlie O'Donnell. Gilbert también huésped anunció en Wheel a finales de 1995, cuando O'Donnell estaba enfermo.